# DobrýTextil.cz

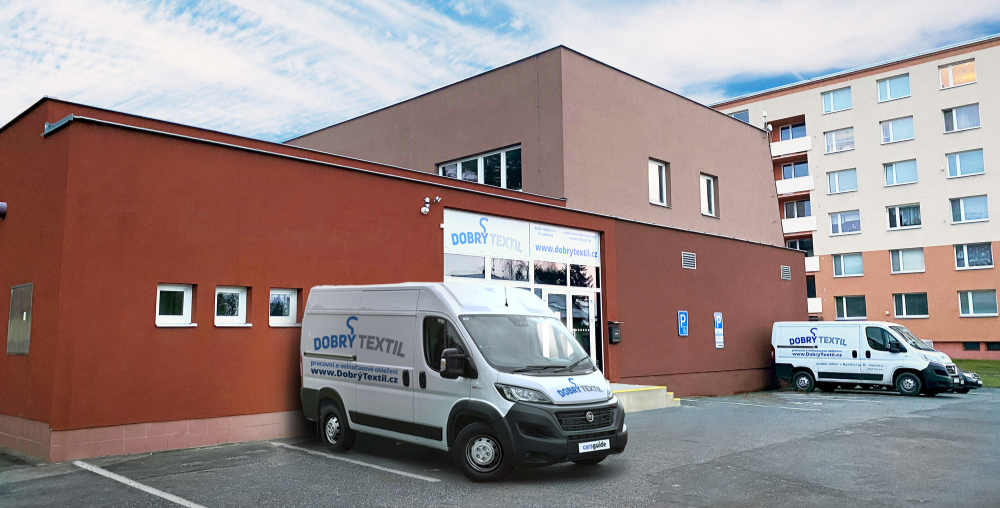
Provozovna e-shopu DobrýTextil.cz v Bystřici pod Hostýnem

DobrýTextil.cz je český e-shop s pracovním a volnočasovým oblečením, bytovým textilem a doplňky. E-shop působí v České republice, na Slovensku, dodává také do Maďarska, Rumunska, Německa a Rakouska. Od samotného vzniku e-shop nabízí také realizaci potisku a výšivky.

## Historie
Firmu Dual Trade s.r.o., pod kterou je provozován e-shop DobrýTextil.cz, založili v roce 2011 Ondřej Velička a Tomáš Smětal s původním záměrem prodávat trička s potiskem a výšivkou pro firmy i jednotlivce.
V roce 2013 začala společnost expandovat do zahraničí, nejprve na Slovensko. V roce 2019 poté do Maďarska, v následujícím roce do Rumunska a v roce 2023 do Německa a Rakouska.

## Privátní značka Bontis
E-shop prodává část svého sortimentu pod svou vlastní značkou Bontis.

## Ocenění
V roce 2018 se stal Dobrý Textil klíčovým partnerem značky Adler[zdroj?] (od roku 2020 Malfini) a získal zlatý certifikát. V letech 2021 a 2022 se e-shop zařadil mezi 50 nejrychleji rostoucích technologických firem v České republice a získal ocenění od společnosti Deloitte.
V roce 2022 se e-shop zařadil k firmám, které se snaží jít cestou udržitelnosti. Získal certifikát Udržitelný e-shop v České republice  a o rok později také na Slovensku.
Rok 2022 přinesl e-shopu další ocenění v podobě certifikátu Ověřený obchod, který uděluje vyhledávač modio.cz.